# Ilia Malinin
Ilia Malinin (nascido em 2 de dezembro de 2004) é um patinador artístico competitivo dos EUA. Ele é o campeão mundial de 2024, campeão da final do Grande Prêmio de 2023-24, medalhista de bronze mundial de 2023, medalhista de bronze da final do Grande Prêmio de 2022-23, seis vezes medalhista do Grande Prêmio (4 de ouro, 1 de prata, 1 de bronze), um medalhista da ISU Challenger Series (2 de ouro, 1 de bronze), campeão nacional dos EUA em 2023 e 2024 e medalhista de prata nacional dos EUA em 2022. No nível júnior, Malinin é o campeão mundial júnior de 2022 e duas vezes medalhista de ouro no Grande Prêmio Júnior. Ele detém o atual recorde mundial júnior para o programa curto masculino, skate livre e pontuação combinada, junto com o recorde mundial sênior para o skate livre masculino.
Malinin é o primeiro e único patinador a acertar um Axel quádruplo totalmente girado, amplamente considerado o salto mais difícil da patinação artística, em competições internacionais. Ele conseguiu esse feito em sua primeira tentativa no 2022 CS US International Classic, e repetiu o feito em sua estreia sênior no Grand Prix um mês depois no Skate America. Malinin também é conhecido por seu nome “quadg0d” no Instagram, que ele adotou no final de 2020 como inspiração para os saltos quádruplos que ele estava se esforçando para aprender.
Em setembro de 2022, ele foi nomeado para a lista Time100 Next da revista Time, de líderes emergentes de todo o mundo que estão moldando o futuro e definindo a próxima geração de liderança.